# یولیا فومنکو (شناگر)
یولیا فومنکو (به انگلیسی: Yuliya Fomenko) (زادهٔ ۱۴ ژانویهٔ ۱۹۸۱) شناگر اهل روسیه است.